# Hôtel de la Cloche

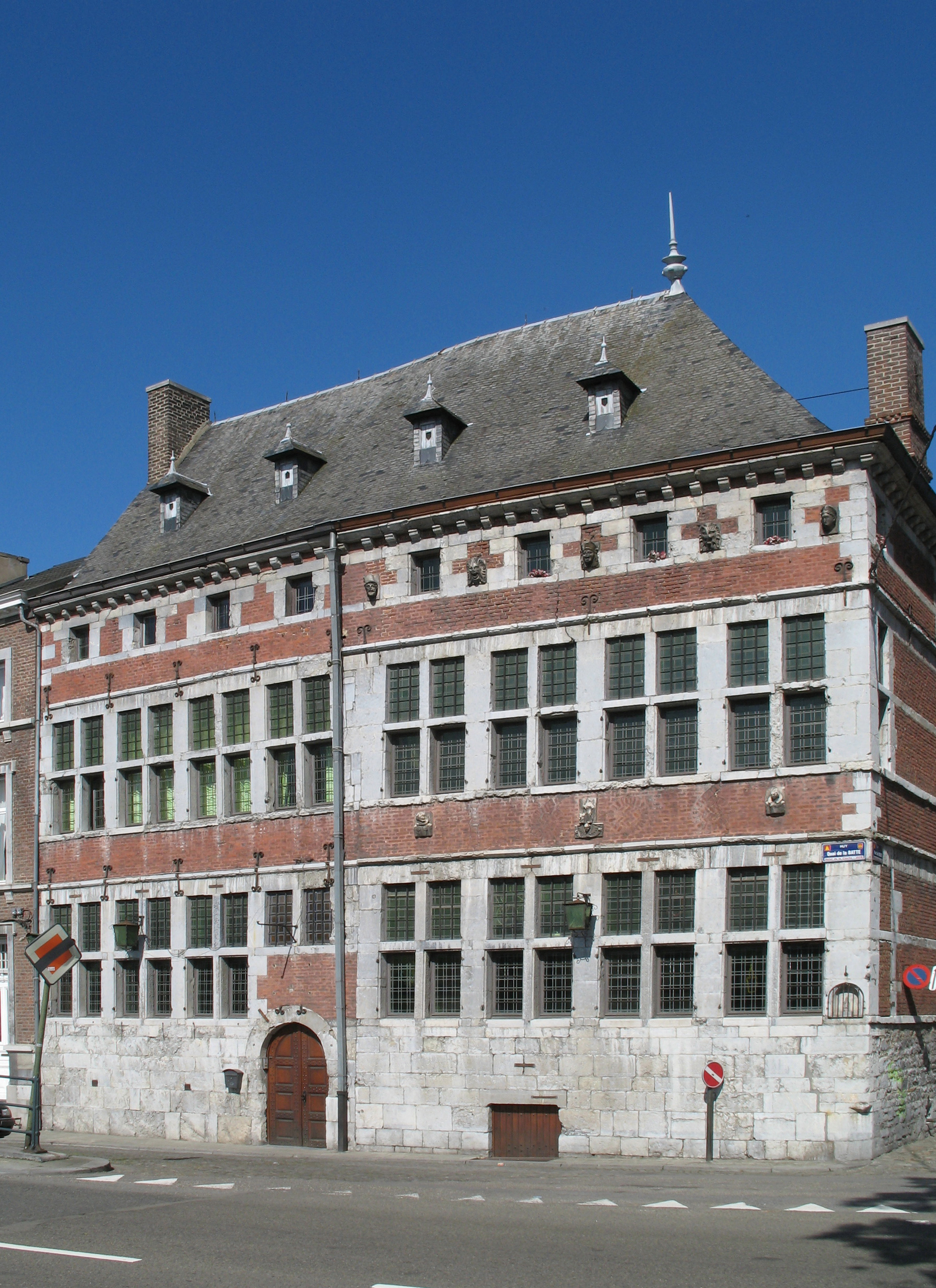
voormalig Hotel van de Klok

Het Hôtel de la Cloche, letterlijk Hotel van de Klok (17e eeuw), was destijds een hotel in Hoei (België) voor reizigers per schip op de Maas. Het is gelegen vlak aan de Maas, aan de Quai de la Batte. 

## Historiek
Hoei maakte voor de Franse Revolutie deel uit van het prinsbisdom Luik. In de 17e eeuw bouwde een hotelier er aan de linker oever van de Maas het Hôtel de la Cloche. Het was bestemd voor scheepsreizigers die op de Maas reisden tussen Luik en Namen. De naam van het hotel verwijst naar een klok (op de boot) die luidde telkens de boot aanmeerde. De boten brachten jarenlang reizigers naar Hoei. De stad had nood aan een intense uitwisseling over de Maas voor de aanvoer van gebruiksgoederen, maar ook voor de uitvoer van lokale producten. De stijl van het gebouw is Maaslandse renaissance.
Na de Franse Revolutie schafte het bestuur in de Franse Nederlanden de hotelactiviteit af in het Hôtel de la Cloche. Het gebouw werd in de 19e eeuw een armentehuis. Zo kreeg het huis de bijnaam van het Huis van de 36 huishoudens.
Aan het eind van de 19e eeuw kwam het gebouw opnieuw in privé-bezit; het werd toen grondig gerestaureerd. In 1950 werd het voormalige Hôtel de la Cloche erkend als beschermd erfgoed van Wallonië. Het is niet te bezichtigen.